# Harbil
Harbil (em árabe: حربيل) é uma comuna localizada na província de Sétif, Argélia. Sua população estimada em 2008 era de 3 675 habitantes.